# Nan Shan
Nan Shan (chinesisch 南山, Pinyin Nán Shān – „südlicher Berg“) ist eine bis 6346 m hohe Gebirgskette in der Volksrepublik China (Asien) und erstreckt sich auf der Grenze der Provinzen Qinghai und Gansu. Er stellt damit den Übergang vom nördlichen Rand des tibetischen Hochplateaus in die Wüstenrandregionen der Gobi dar.

## Bezeichnung
Der Name Nan Shan bedeutet „Süd-Gebirge“, „Südberge“ bzw. „südliche Berge“ und erklärt sich daraus, dass man von den alten Oasen der Seidenstraße, die als wichtigste Handelsverbindung nach Westasien viel begangen war, nach Süden auf diese Berge blickte. Kurioserweise gehen die östlichsten Ketten dieser „Südberge“ im Süden in den Bei Shan (北山,  Běi Shān – „das Nord-Gebirge“), die „Nordberge“ über, die ihren Namen aus der Sicht der noch weiter südlich gelegenen Siedlungszentren der Provinz Qinghai erhalten haben.

## Geographie
Nan Shan wird zum Teil als Synonym für das Qilian-Gebirge verwendet und zum Teil als Bezeichnung für eine Bergkette mit dem westlichen Altun Shan (auch: Altyn Tagh) und dem östlichen Qilian Shan. In wissenschaftlicher Literatur findet sich auch eine Zusammenfassung des gesamten Orogens vom Westende des Kunlun bis zum Nan Shan/Qilian Shan unter der Bezeichnung Altun-Qilian-Kunlun-Kette (AQK).
Das Hochgebirge Nan Shan befindet sich im nordwestchinesischen uigurischen Autonomen Gebiet Xinjiang sowie den Provinzen Qinghai und Gansu. Im Westen zweigt es vom südlich verlaufenden Kunlun Shan ab und verläuft in einem langgestreckten Bogen westwärts durch China bis etwa zum Hochgebirgssee Qinghai. Im Westen und Norden stoßen die Nordausläufer vom Nan Shan im Rahmen des Altun an das Tarimbecken und damit an die Wüste Taklamakan sowie im Osten an die Wüste Gobi. Diese stoßen im Rahmen des Qilian Shan an die Wüste Gobi, während die dortigen Südausläufer an das Qaidam-Becken grenzen. 
Der Sulamutag Feng als höchster Berg der Gebirgskette Nan Shan befindet sich mit 6346 m über dem Meeresspiegel im zentralen Altun Shan.

## Geschichte
Die Gebirge des Hochlandes und seine Umrahmung – wie Himalaya, Kunlun Shan und Nan Shan – entstanden im Kontext des Zusammenstoßes der Platten des Indischen Subkontinents mit der Eurasischen Platte im späten Tertiär, wodurch sich der als Tethys bezeichnete Urozean schloss. Dabei wurde nicht nur die Kontinentalscholle angehoben und verdickt, sondern auch eine zwischen den beiden Schollen bereits „verbackene“ kleinere Kontinentalscholle über Gebirgssäume mit den angrenzenden Platten verschweißt. Durch die tektonischen Kräfte sind weitere Risse und Spannungsfelder entstanden, die zu Brüchen und Einsenkungen (Bruchtektonik) geführt haben: dabei sind beispielsweise das Tarimbecken in Xinjiang und das südlich des Nan Shan sich erstreckende Qaidam-Becken und mit ihnen deren Randgebirge gebildet worden.